# Бьерре, Йонас Буль
Йонас Буль Бьерре (дат. Jonas Buhl Bjerre; род. 26 июня 2004) — датский шахматист, гроссмейстер (2020).

## Биография
В 2015 году Йонас Буль Бьерре стал лучшим на школьном чемпионате Северных стран по шахматам в своей возрастной группе. В 2016 году он выиграл молодежный чемпионат Северных стран по шахматам в группе D. Йонас Буль Бьерре неоднократно представлял Данию на чемпионатах мира и Европы по шахматам среди юношей, где наибольшего успеха добился в 2017 году, когда выиграл чемпионат Европы по шахматам в возрастной группе до 14 лет. В августе 2018 года занял 3-е место на чемпионате Европы по шахматам в возрастной группе до 14 лет.
В октябре 2019 года в острове Мэн Йонас Буль Бьерре занял 76-е место на турнире «Большая швейцарка ФИДЕ».
В ноябре 2021 года в Риге Йонас Буль Бьерре занял 98-е место на турнире «Большая швейцарка ФИДЕ».
Второй призёр взрослого чемпионата Дании 2018 и 2019 годов. В 2019 году в основном турнире разделил первое-второе место по очкам с Алланом-Стигом Расмуссеном, но уступил в стыковых матчах.
За успехи в турнирах ФИДЕ присвоила Йонасу Булью Бьерре звание международного мастера (IM) в 2018 году и международного гроссмейстера (GM) в 2020 году.

## Изменения рейтинга
| Графики недоступны из-за технических проблем. См. информацию на Фабрикаторе и на mediawiki.org. |